# بایراملی (شمکور)
بایراملی (به ترکی آذربایجانی: Bayramlı) یک منطقه مسکونی در جمهوری آذربایجان است که در شهرستان شمکور واقع شده است. بایراملی ۲۶۷۱ نفر جمعیت دارد. 
- بایراملی ۱۵ کیلومتر از شمکور فاصله دارد.